# Kolberga
Kolberga är ett bostadsområde i Oskarshamns tätort i Småland.

## Historia
Oskarshamns stad fastställde år 1926 en avstyckningsplan för området Kolberga. Det första huset stod färdigt 1927. Först under de så kallade nödhjälpsåren drogs vatten och avlopp till området 1931–1932. 1956 uppgick befolkningen i Kolberga till cirka 2000 personer.